# 다치바나노 가치코
타치바나노 카치코(일본어: 橘 嘉智子 たちばな の かちこ[*], 엔랴쿠 5년 (786년) - 가쇼 3년 5월 4일 (850년 6월 17일))는 일본의 제 52대 천황 사가 천황의 황후이다.
타치바나노 나라마로의 손녀이자, 증태정대신 타치바나노 키요모토의 딸이다. 어머니는 타구치 이에오모의 딸로, 증정1위 타구치 산젠히메이다. 형제로는 우대신 타치바나노 우지키미가 있다. 단린지를 창건하고, 단린 황후(檀林皇后)라고도 불렸다.

## 약력
사가 천황이 아직 친왕이던 시절에 입시하여, 즉위 후인 다이도 4년 (809년) 6월에 부인이 되어 정4위하에 오른다. 다음 해인 고닌 원년 (810년) 11월, 종3위에 올랐다. 고닌 6년 (815년) 7월 13일, 황후에 봉해졌다. 사가 천황과의 사이에서 닌묘 천황 (마사라 친왕), 마사코 내친왕 외 2남 5녀를 낳았다. 사가 천황의 준나 양위에 따라, 고닌 14년 (823년) 4월 23일자로 황태후가 되었다. 닌묘 천황 즉위로 덴초 10년 (833년) 3월 2일, 태황태후가 되었다. 가쇼 3년 (850년) 3월에 락쇼쿠를 하고, 같은 해 5월 4일에 레이제이인(冷然院)에서 65세의 나이로 승하했다.
세상에 유례없는 미인이었다고 한다. 간무 천황의 황녀 코우즈/타카츠 내친왕이 비에서 폐출된 후, 인척인 후지와라노 후유츠구 (카치코의 언니 안시/야스코(安子)는 후유츠구부인 미츠코의 동생 타다모리/미모리의 아내였다) 등의 도움으로 황후에 봉해진 것으로 보인다. 타치바나씨 출신으로써는 최초이자 마지막 황후이다.
불교에 대한 믿음이 두터워 사가노에 일본 최초의 선종사원 단린지를 창건하였다. 단린지를 창건하였다 하여 단린 황후(檀林皇后)라 부르게 된다. 사가 천황 양위 후에는 함께 레이제이인ㆍ사가인에서 살았다. 사가 상황의 승하 후에도, 태황태후로써 조정에서 은연한 세력을 지녔으며, 타치바나씨의 자제를 위해 대학별조 학관원을 설립하는 등, 세위를 자랑하였고, 닌묘 천황의 지위를 안정시키기 위해, 조와의 변에도 깊이 관여하였다고 한다. 그래서 폐태자 츠네사다 친왕의 친모인 딸 마사코 내친왕은 카치코를 깊이 원망했다고 한다.

## 일화

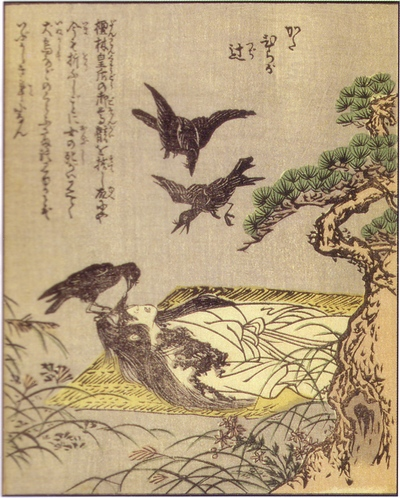
황후의 시신을 먹는 새들

불교에 깊이 귀의하고 있으며, 자신의 몸을 먹이로 삼아 새나 짐승의 굶주림을 구하기 위해, 또는 이 세상의 모든 것은 변천하여 영원한 것은 하나도 없다는 '제행무상(諸行無常)'의 진리를 몸소 보여주고, 사람들의 마음에 보리심을 불러일으키기 위해 죽음에 임하여 자신의 시신을 매장하지 말고, 길가에 방치하라고 유언하였으며, 카타비라가츠지에서 시신이 썩고 짓무르고 백골화되는 모습을 사람들에게 보여줬다고 한다. 또는 그 시신의 변화 과정을 화공에게 그리게 했다는 전설이 있다.
또한, 당의 선종승려 기쿠를 초청하여 일본에 와서 단린지에서 선종 강의를 하게 하였으나, 기쿠는 당시 일본의 선종에 대한 관심이 낮은 것에 실망하여, 몇년만에 당으로 귀국하였다.

## 같이 보기
- 유메노미야 대사 - 타치바나노 카치코에 의해 현존하고 있는 위치에 천좌되어, 사가 천황과 함께 모셔져 있다.
- 카타비라가츠지
- 쿠소우즈
- 후지와라노 후유츠구